# Wuhan Three Towns FC
Wuhan Three Towns Football Club (în chineză: 武汉三镇足球俱乐部) este un club chinez de fotbal fondat în anul 2013, cu sediul în orașul Wuhan, din provincia Hubei.

## Bilanț sportiv

### Palmares
| Competiții naționale | Competiții internaționale |
| --- | ------------------------- |
| Competiții actuale - SuperLiga Chineză (1) : - Campioană : 2022 - Chinese League One (1) : - Campioană : 2021 - Chinese League Two (1) : - Campioană : 2020 |                           |